# Batalla de Buchivacoa
La batalla de Buchivacoa (26 - 27 de diciembre de 1862) fue un enfrentamiento de la Guerra Federal en que las fuerzas federales al mando de los generales Manuel Ezequiel Bruzual y José del Rosario González "Zaraza", al mando de unos 12.000 hombres, derrotaron a los 13.500 soldados del general conservador Facundo Camero.

## Batalla
La batalla se produjo porque el ejército conservador marchaba a atacar a las fuerzas Federales lideradas por Juan Crisóstomo Falcón que estaba en la cercana población de Churuguara con un movimiento de tenazas: el general José María Rubín que avanzó por el camino Barquisimeto-Carora mientras que el general Camero desde Coro. Falcón salió a enfrentar a Rubín mientras enviaba a sus lugartenientes Manuel Ezequiel Bruzual y José del Rosario González contra Camero. 
Ambos ejércitos (Bruzual y Zaraza contra Camero) se encontraron y la batalla se inició en el amanecer del 26, con un fuego intenso en toda la línea del frente, que duró hasta el anochecer, los federales aprovecharon esto para construir parapetos. Al siguiente amanecer Camero lanzó un ataque masivo, al siguiente día, el general Camero intentó un ataque masivo al campamento federal, que repelido en más una ocasión, gracias a esto los federales acabaron la vida de 4000 soldados enemigos, por apenas 1000 de su bando. 
La victoria federal fue absoluta, unos 670 oficiales conservadores fueron hechos prisioneros, incluido el propio Camero, además significó la pérdida de la Provincia de Coro, un importante baluarte gubernamental. En total murieron 4000 hombres y otros 240 fueron heridos. El general Manuel Ezequiel Bruzual, que compartió el mando en el combate por su valentía en el campo de batalla, se ganó el apodo del “Soldado sin Miedo”.